# Bruyères-et-Montbérault
Bruyères-et-Montbérault [bʁɥijɛʁ e mɔ̃beʁo] ist eine französische Gemeinde mit 1.419 Einwohnern (Stand: 1. Januar 2022) im Département Aisne in der Region Hauts-de-France. Sie gehört zum Arrondissement Laon und zum Kanton Laon-2. Die Einwohner werden Bruyérois genannt.

## Geografie
Bruyères-et-Montbérault liegt im Osten des Höhenzuges Chemin des Dames, sechs Kilometer südöstlich von Laon. Nachbargemeinden von Bruyères-et-Montbérault sind Laon im Nordwesten und Norden, Athies-sous-Laon im Norden, Parfondru im Nordosten, Chérêt im Osten, Martigny-Courpierre im Südosten, Chamouille und Monthenault im Süden, Presles-et-Thierny im Südwesten und Westen sowie Vorges im Westen.

## Bevölkerungsentwicklung
| Jahr                       | 1962 | 1968 | 1975 | 1982 | 1990 | 1999 | 2010 | 2021 |
| Einwohner                  | 1030 | 1073 | 1108 | 1269 | 1410 | 1512 | 1576 | 1432 |
| Quellen: Cassini und INSEE |      |      |      |      |      |      |      |      |

## Sehenswürdigkeiten
- Kirche Notre-Dame, seit 1922 Monument historique
- Batterie von Bruyères, 1878 bis 1882 erbaut
- Schloss

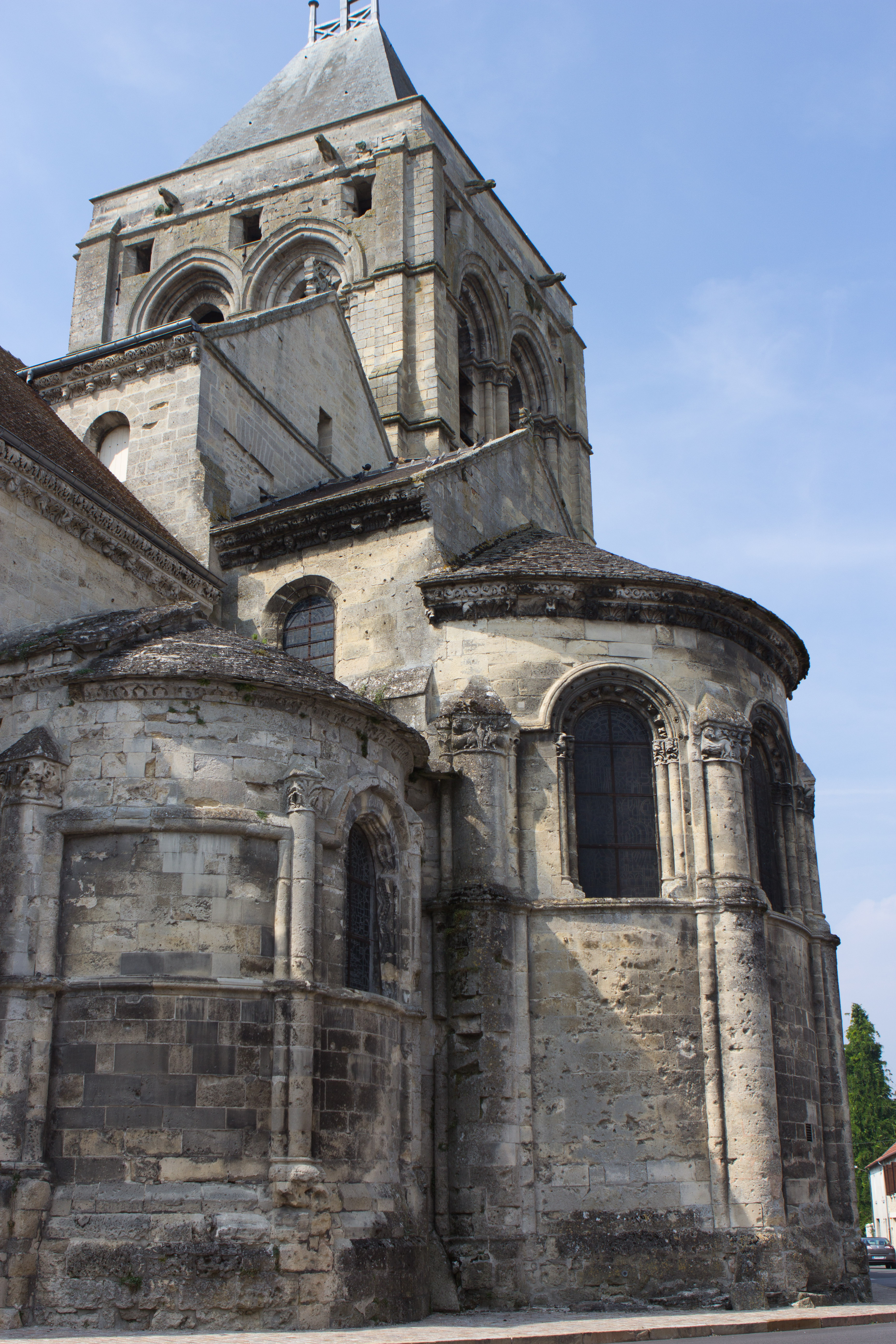
Kirche Notre-Dame
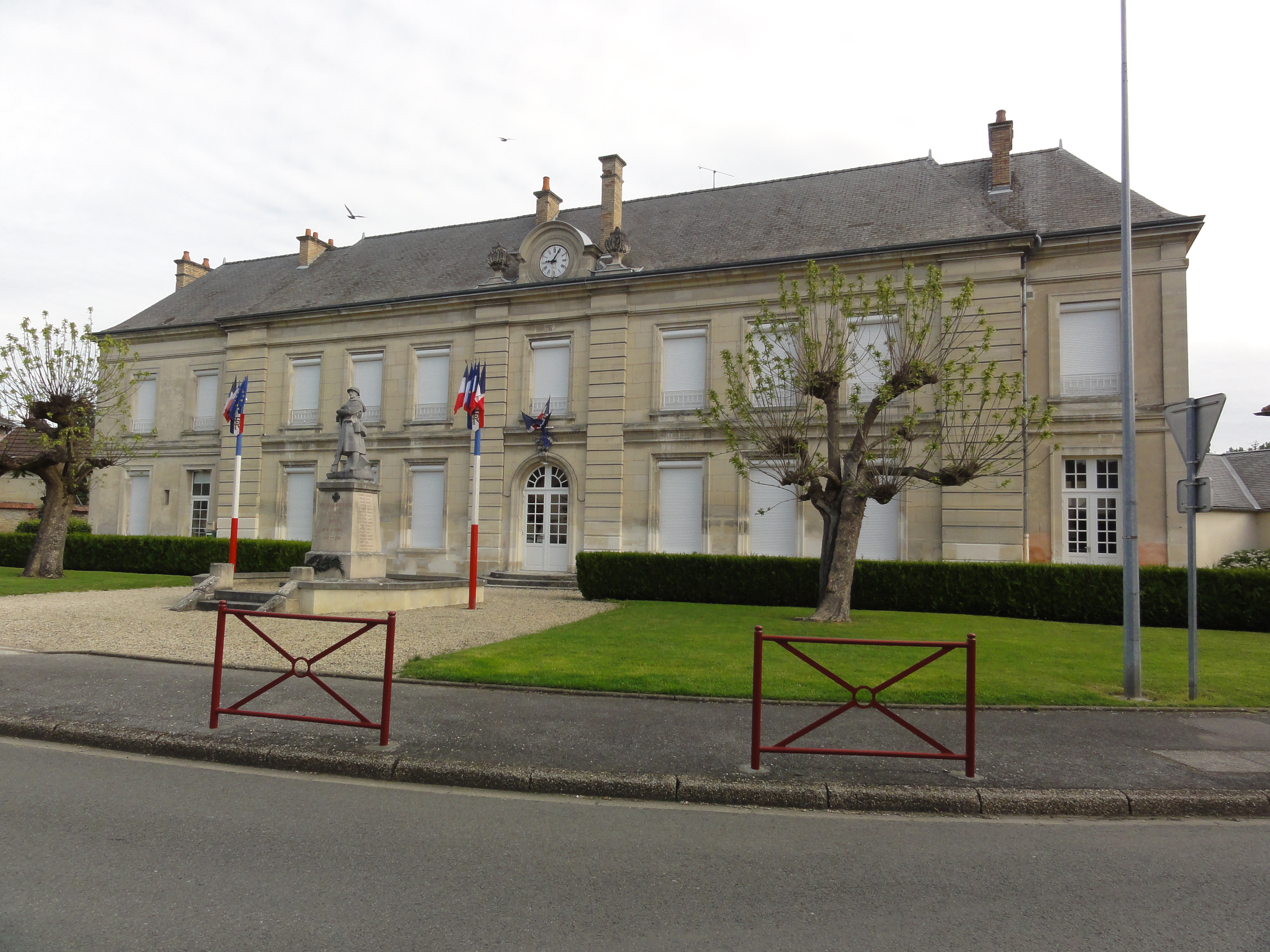
Schule
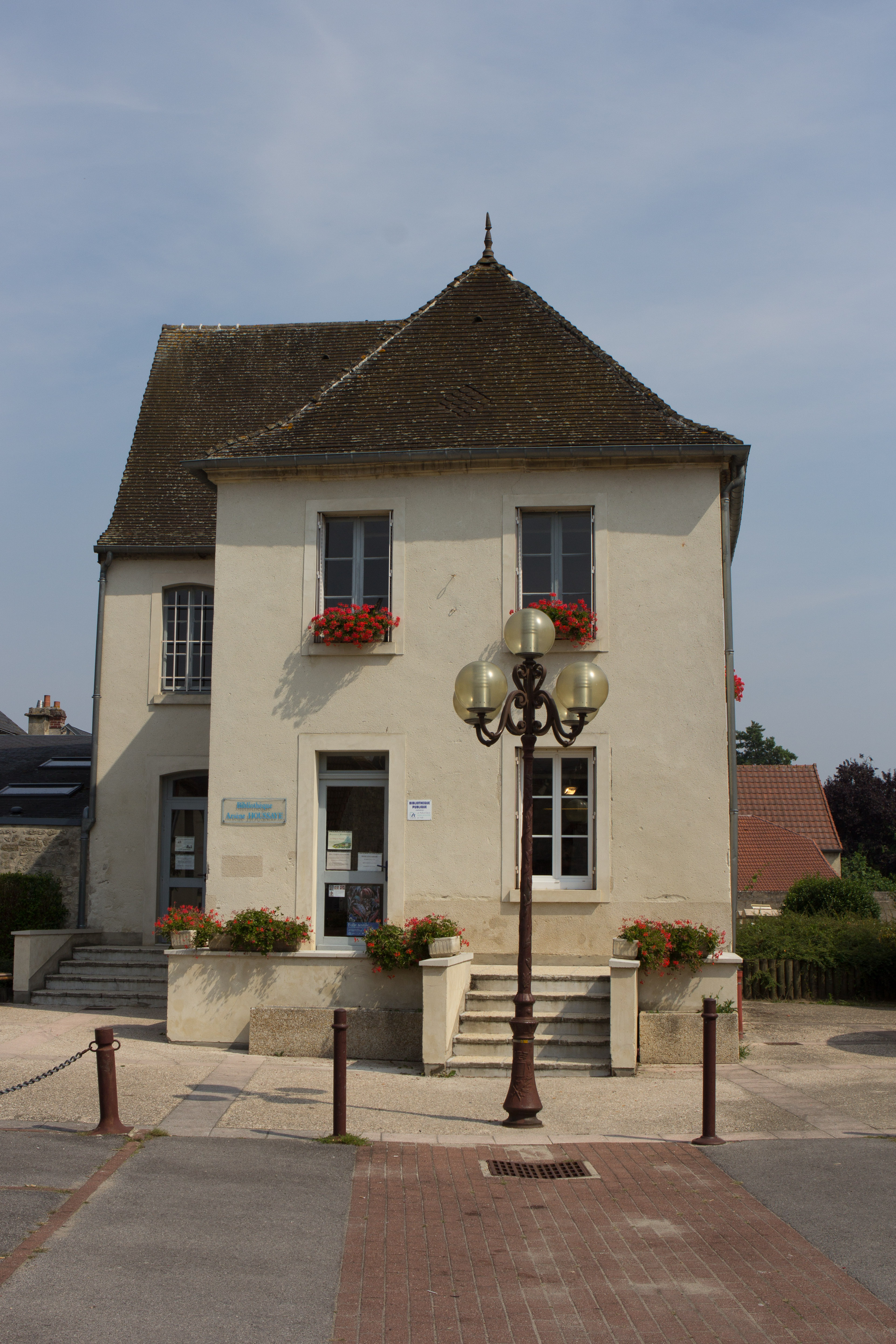
Bibliothek
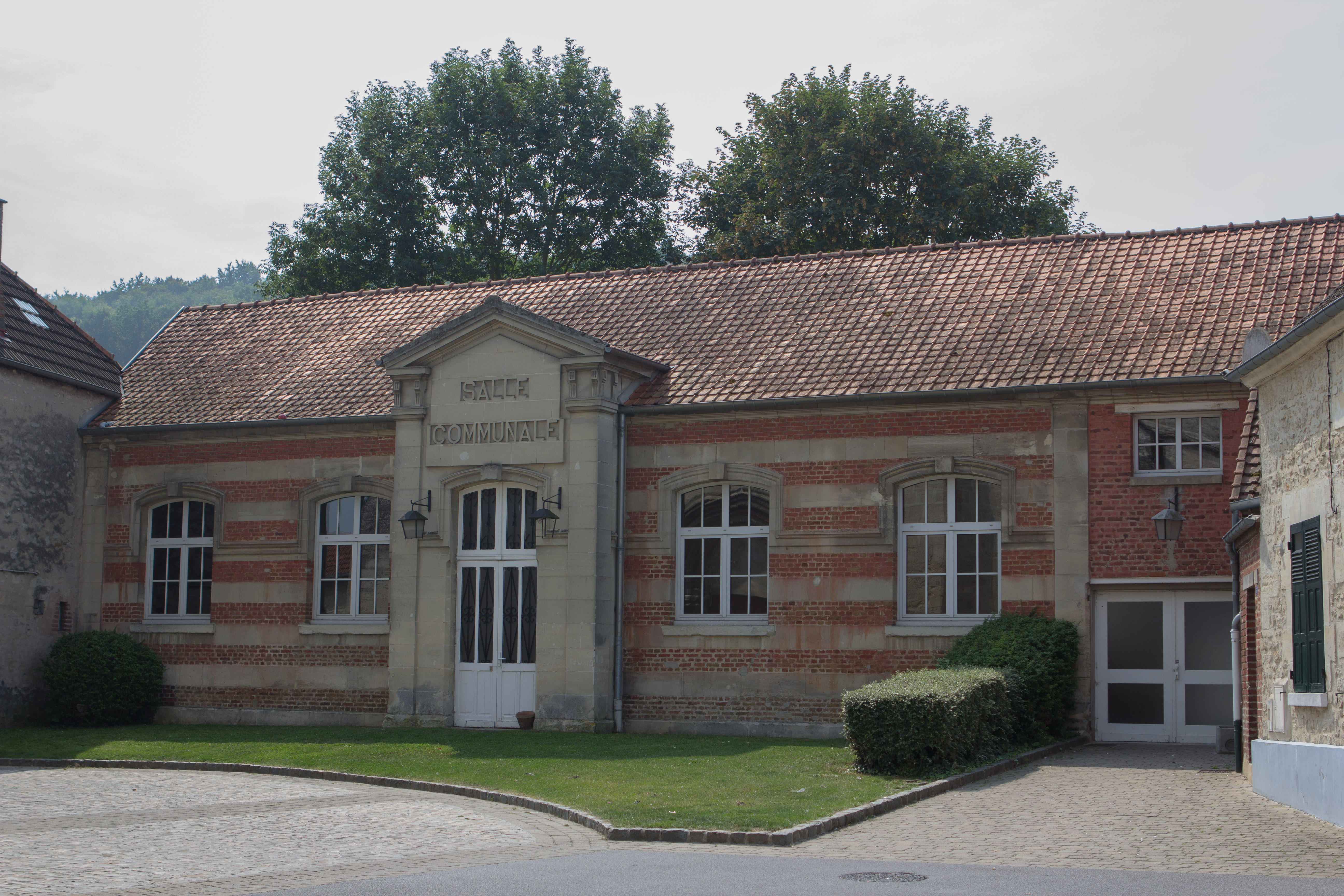
Gemeindefesthalle
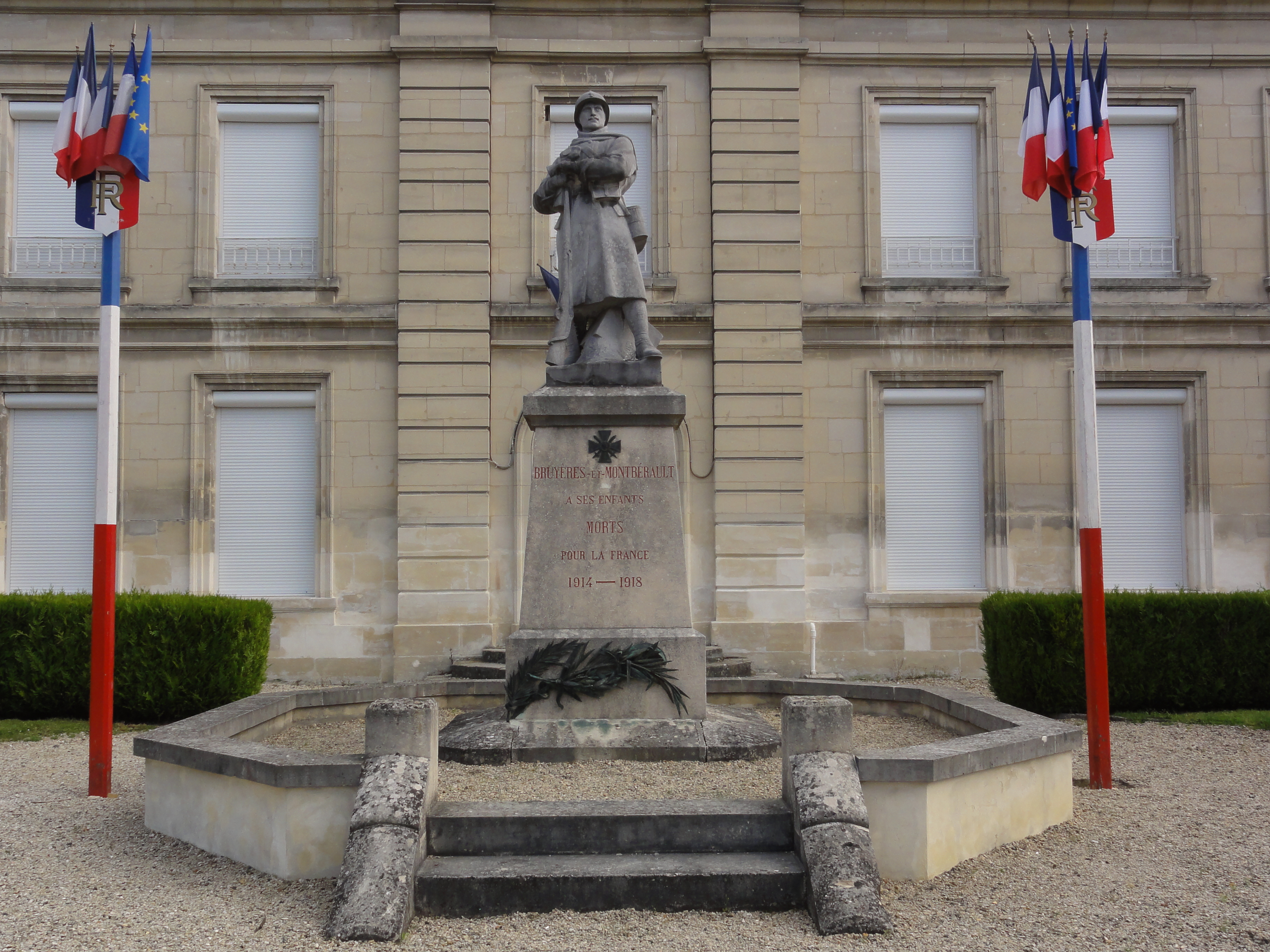
Gefallenendenkmal

## Persönlichkeiten
- Arsène Houssaye (1815–1896), Schriftsteller